# トゥー・レフツ・ドント・メイク・ア・ライト…バッド・スリー・ドゥ
トゥー・レフツ・ドント・メイク・ア・ライト…バット・スリー・ドゥ（Two Lefts Don't Make a Right...but Three Do）は、アメリカ合衆国のクリスチャン・ロック、リライアントKによる2003年のアルバム。アメリカ合衆国では2003年の3月11日、日本では5月5日にリリースされた。

## 収録曲（日本）
1. "チャップ・スティック,チャップド・リップス,アンド・シングス・ライク・ケミストリー" – 3:10
2. "ムード・リングス" – 3:18
3. "フォーリング・アウト" – 3:51
4. "フォワード・モーション" – 3:57
5. "イン・ラヴ・ウィズ・ザ・80's（ピンク・タックス・トゥ・ザ・プロム）" – 3:08
6. "カレッジ・キッズ" – 3:27
7. "トレードマーク" – 3:54
8. "フープス・アイ・ディド・イット・アゲイン" – 3:12
9. "オーヴァー・シンキング" – 4:08
10. "アイ・アム・アンダーストゥッド?" – 4:23
11. "ゲッティング・イントゥ・ユー" – 3:24
12. "キッズ・オン・ザ・ストリート（器楽曲）" – 0:26
13. "ジベリッシュ" – 1:45
14. "フロム・エンド・トゥ・エンド" – 4:37
15. "ジェファーソン・エアロ・プレイン" – 10:20

## 収録曲（アメリカ）
1. "Chap Stick, Chapped Lips, and Things Like Chemistry" – 3:10
2. "Mood Rings" – 3:18
3. "Falling Out" – 3:51
4. "Forward Motion" – 3:57
5. "In Love with the 80s (Pink Tux to the Prom)" – 3:08
6. "College Kids" – 3:27
7. "Trademark" – 3:54
8. "Hoopes I Did It Again" – 3:12
9. "Over Thinking" – 4:08
10. "I Am Understood?" – 4:23
11. "Getting Into You" – 3:24
12. "Kids On The Street" – 0:26
13. "Gibberish" – 1:45
14. "From End To End" – 4:37
15. "Jefferson Aero Plane" – 10:20